# 北海道瀬棚商業高等学校
北海道瀬棚商業高等学校（ほっかいどうせたなしょうぎょうこうとうがっこう、Hokkaido Setana Commercial High School）は、かつて北海道久遠郡せたな町瀬棚区本町にあった公立商業高等学校。

## 沿革
- 1948年 - 北海道今金高等学校の瀬棚分校として開校
- 1950年 - 組合立北海道北檜山高等学校瀬棚分校と改称
- 1952年 - 北海道東瀬棚高等学校瀬棚分校と改称、北海道瀬棚高等学校と改称
- 1978年 - 北海道瀬棚商業高等学校と改称
- 2011年 - 生徒募集停止
- 2013年 - 閉校